# Venoy
Venoy là một xã của Pháp,tọa lạc ở tỉnh Yonne trong vùng Bourgogne. Đây là một phần của vùng đô thị Auxerre, một đơn vị trong Cộng đồng các xã Auxerrois.

## Hành chính
| Danh sách các thị trưởng               |              |     |      |         |
| Giai đoạn                              | Giai đoạn    | Tên | Đảng | Tư cách |
|                                        | tháng 3 2001 |     |      |         |
| Tất cả các dữ liệu trước đây không rõ. |              |     |      |         |

## Thông tin nhân khẩu
| 1962                                                 | 1968 | 1975 | 1982 | 1990 | 1999 | 2005 |
| ---------------------------------------------------- | ---- | ---- | ---- | ---- | ---- | ---- |
| 742                                                  | 840  | 1193 | 1605 | 1649 | 1593 | 1619 |
| Số liệu lấy từ năm 1962: Dân số không tính hai trùng |      |      |      |      |      |      |